# 横街镇 (玉山县)
横街镇，是中华人民共和国江西省上饶市玉山县下辖的一个乡镇级行政单位。

## 行政区划
横街镇下辖以下地区：
横街社区、斧市村、碓头村、仑溪村、王村畈村、洋岩村、坞口村、塘尾村、打铁坞村、张村、清溪村、周山村、六村和江口村。